# Carbură de wolfram
Carbura de wolfram (sau carbura de tungsten) este un compus chimic cu formula WC. În forma de bază, compusul este o pudră gri, dar poate fi prelucrat pentru a fi transformat în blocuri solide. Carbura de wolfram este de aproximativ două ori mai rigidă decât oțelul și este mult mai densă decât oțelul sau titanul. Este folosită și în bijuterii.